# Herb gminy Czorsztyn
Herb gminy Czorsztyn – jeden z symboli gminy Czorsztyn, ustanowiony 13 lutego 2003.

## Wygląd i symbolika
Herb przedstawia na tarczy koloru czerwonego srebrny zamek z dwoma wieżami zwieńczonymi blankami z czarnymi oknami, nad nim złotą koronę, a pod srebrną linię falistą. Zamek nawiązuje do budowli w Czorsztynie, korona do Kazimierza Wielkiego, natomiast linia symbolizuje Dunajec. 